# Bokor József (villamosmérnök)
Bokor József (Tiszadob, 1948. július 22. –) Széchenyi-díjas magyar villamosmérnök, egyetemi tanár, a Magyar Tudományos Akadémia rendes tagja, 2017 és 2020 között az egyik alelnöke. Kutatási területe a lineáris és nemlineáris, többváltozós dinamikus rendszerek elmélete és automatizálása. 1995-től az MTA Számítástechnikai és Automatizálási Intézet (SZTAKI) igazgatóhelyettese, majd 2008-tól tudományos igazgatója.
2025-től a Gábor Dénes Egyetem Mesterséges Intelligencia Tudásközpont elnöke.

## Életpályája
1966-ban érettségizett, majd felvették a Budapesti Műszaki Egyetem Villamosmérnöki Karára, ahol 1972-ben szerzett diplomát automatizálás szakon. Ennek megszerzése után a Csepel Művek Irányítás és Számítástechnikai Intézetben kapott tudományos munkatársi állást. 1977-ben védte meg egyetemi doktori disszertációját. 1978-ban megbízták az operációkutatási osztály vezetésével. 1987-ben az MTA Számítástechnikai és Automatizálási Intézet Rendszer- és Irányításelméleti Kutatólaboratóriumába került, egyúttal annak vezetője is lett. 1995-ben a SZTAKI tudományos igazgató-helyettesévé, 2008-ban tudományos igazgatójává nevezték ki.
Kutatóintézeti állása mellett 1982 óta oktat a Budapesti Műszaki Egyetemen (2000-től Budapesti Műszaki és Gazdaságtudományi Egyetem). 1992-ben kinevezték egyetemi tanárrá a Közlekedésautomatikai Tanszéken. Két évvel később átvette a tanszék vezetését. 1998 és 2001 között Széchenyi professzori ösztöndíjjal kutatott. Emellett a Szent István Egyetem címzetes egyetemi tanára és a Minnesotai Egyetem meghívott kutatóprofesszora.
Vendégkutató volt Londonban az Imperial College of Science and Technology Computers and Control tanszéken 1967-1968-ban, majd 1990-1991-ben visiting Fulbright-professzor az Egyesült Államokban az MIT-n (Massachusetts Institute of Technology) ahol az elméleti kutatások mellett űrkutatáshoz kapcsolódó irányítási feladatokkal foglalkozott. Vendégprofesszorként dolgozott még a University of Delft-en (Hollandia) 1992 és 1993-ban. 2000-től a University of Minnesota Aerospace Department keretében többször vendégkutató, NASA és NSF kutatásokban vesz részt.
1983-ban védte meg a műszaki tudományok kandidátusi, 1990-ben akadémiai doktori értekezését. Az MTA Automatizálási és Számítástechnikai Bizottságának, valamint az Informatikai Bizottságnak lett tagja. 1998-ban megválasztották a Magyar Tudományos Akadémia levelező, 2001-ben (szokatlanul korán) rendes tagjává. Később a Jelölőbizottságnak is tagja lett. 1990-ben a Magyar Mérnökakadémia alapító tagja. Az 1990-es évektől az Országos Atomenergia Felügyelő Bizottság és az Országos Doktori és Habilitációs Bizottság tagja. 2002-ben az Országos Műszaki Fejlesztési Bizottság tagja lett. A Magyar Autóműszaki Felsőoktatásért Alapítvány elnöke.

## Munkássága
Fő kutatási területe az automatizálás, a lineáris és többváltozós dinamikus rendszerek elmélete és automatizálása. Publikált az optimális irányítás és a rendszeridentifikáció (rendszerazonosítás) témakörében is.
Kutatási területein elért elmélet eredményeit széleskörűen alkalmazzák járműszerkezetek, illetve járműdinamikai modellek tervezésénél. Ehhez kapcsolódva publikál a jelfeldolgozás témakörében a parametrikus modellek és waveletek felhasználásáról, valamint dinamikus rendszerek földi és légi járművekben és űrszerkezetekben történő azonosításáról, irányításáról. Nevéhez illetve kutatócsoportjához fűződik a paksi atomerőmű részére kifejlesztett valós idejű (real time) jelfeldolgozó rendszer és diagnosztikai hálózat és primerköri nyomásszabályozást megvalósító számítógépes irányítási rendszer kidolgozása és kiépítése.
Több mint négyszázhetven tudományos publikáció szerzője vagy társszerzője ezernél több hivatkozással. Publikációi jelentős részét magyar és nemzetközi folyóiratokban megjelent munka, illetve konferenciacikkek valamint könyvek teszik ki. Munkáit magyar és angol nyelven adja közre.

## Díjai, elismerései
- Akadémiai Díj (1987, megosztva)
- Gábor Dénes-díj (1994)
- Benedikt-díj (1999)
- Héliosz Díj (2003)
- Széchenyi-díj (2007)
- Temesvári Műszaki Egyetem díszdoktora (2007)
- Bánki Donát jubileumi díj (2009)
- Simonyi Károly-díj (2010)
- az Óbudai Egyetem díszdoktora (2012)
- A Magyar Érdemrend középkeresztje (2013)

## Főbb publikációi
- A new identification method with special parametrization for model structure determination (társszerző, 1979)
- Recursive structure, parameter and delay time estimation using ESS representations (Keviczky Lászlóval, 1985)
- Jelfeldolgozási módszerek és algoritmusok gyorsításának lehetőségei (társszerző, 1989)
- Parametrizations of Linear Stochastic Systems (Keviczky Lászlóval, 1991)
- Frequency Domain Identification of the MIT Interferometer Testbed in Generalized Orthogonal Basis (társszerző, 1997)
- Szabályozástechnika (társszerző, 1998)
- Representability of Stochastic Systems (társszerző, 1998)
- Modelling and Identification with Orthogonal Basis (társszerző, 1999)
- Rendszer- és irányításelmélet: új kihívások, alkalmazások, elmélet és módszertan (2002)
- Computer Controlled Systems (társszerző, 2002)
- Detection Filter Design For Lpv Systems – a Geometric Approach (társszerző, 2003)
- Analysis and Control of Nonlinear Process Systems (társszerző, 2004)
- Irányítástechnika járműdinamikai alkalmazásokkal (társszerző, 2008)